# Кэмпбелл, Джон, 5-й герцог Аргайл
Джон Кэмпбелл, 5-й герцог Аргайл (англ. John Campbell, 5th Duke of Argyll, июнь 1723 года — 24 мая 1806 года) — государственный деятель Великобритании, военачальник, фельдмаршал, шотландский аристократ из именитого клана Кэмпбеллов. С 1761 по 1770 год он носил титул учтивости — лорд Лорн.

## Биография
Кэмпбелл родился в июне 1723 года, он был старшим сыном  Джона Кэмпбелла, 4-го герцога Аргайла, и Мэри Дрэммонд, дочери Джона Беллендена, 2-го лорда Беллендена из Кротона. Джон Кэмпбелл получил образование в частной школе в Лондоне и в 1739 году был определён вторым лейтенантом во 21-й пехотный полк в 1739 году. В 1741 году он был произведён в капитаны, а в 1743 году — в майоры. В марте 1744 года он стал членом Палаты общин от избирательного округа Глазго-Бёргс, но сразу же был направлен во Фландрию для участия в Войне за австрийское наследство.

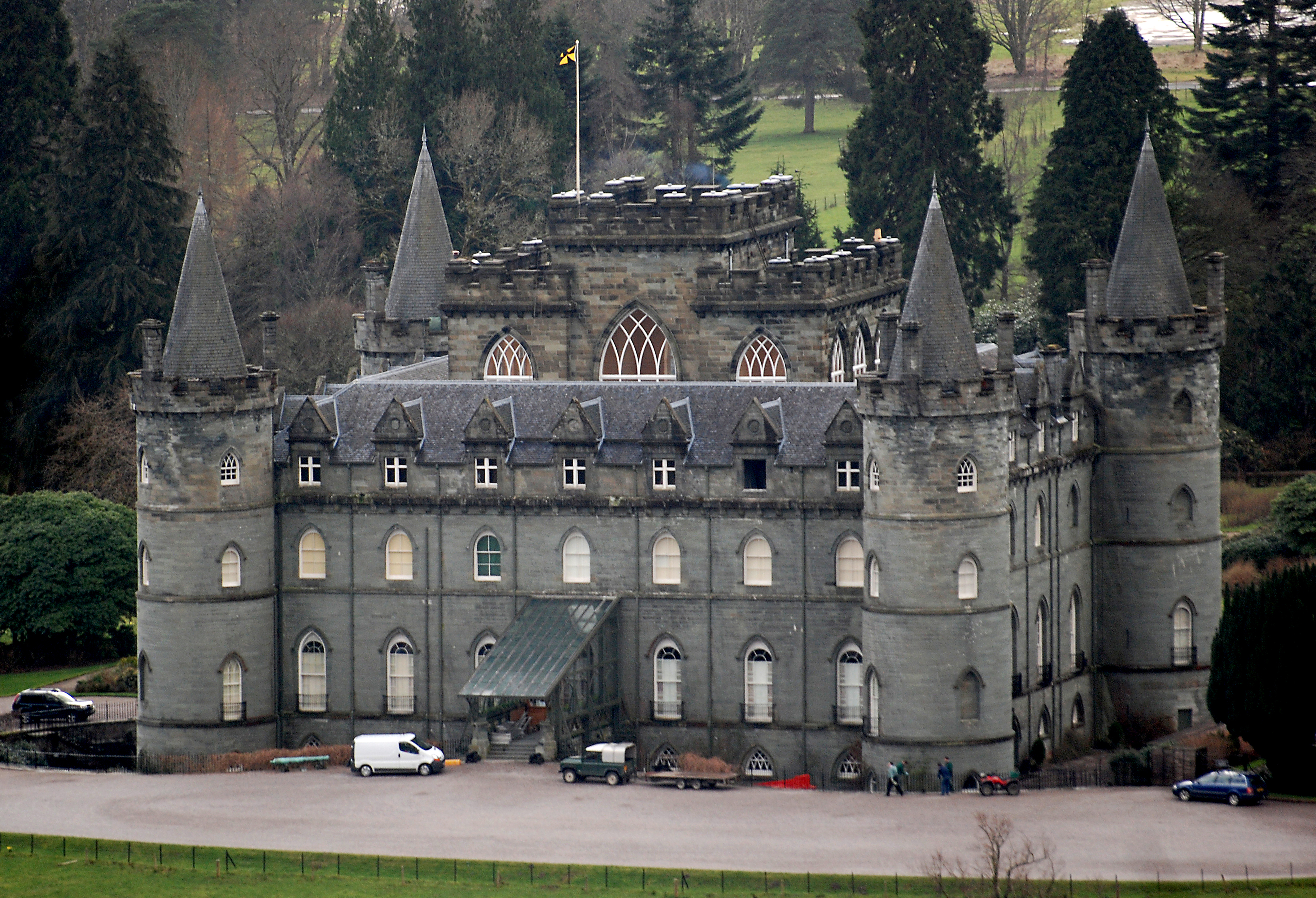
Герцогский замок Инверари на озере Лох-Файн

В начале 1745 года Джон Кэмпбелл стал подполковником, командиром 30-го пехотного полка, и был переведён в Шотландию, где сражался с якобитами в Лох-Файне в ноябре 1745 года на ранней стадии восстания якобитов. Он участвовал в сражении под командованием генерал Генри Хоули в сражении при Фолкирк-Муре, где британская кавалерия была полностью разгромлена в январе 1746 года. Он также служил под командованием герцога Камберленда в сражении при Каллодене, где якобиты были окончательно разгромлены в апреле 1746 года.
В 1749 году Джон Кэмпбелл был переведён в командование 42-м пехотным полком, служившим в Ирландии. В 1754 году он стал генерал-адъютантом в Ирландии. Повышен в звании до полковника 10 ноября 1755 года, в декабре 1755 года стал полковником 54-го пехотного полка и полковником 14-го драгунского полка в апреле 1757 года. Он был произведен в генерал-майоры 25 августа 1759 года и в генерал-лейтенанты 19 января 1761 года. Он принял титул маркиза Лорна и вышел из Палаты представителей. Его отец стал 4-м герцогом Аргайлом 15 апреля 1761 года. Он стал заместителем главнокомандующего Шотландией в 1762 году и был избран членом Палаты общин от Дувра в январе 1765 года. Он стал полковником 1-го пехотного полка позднее в этом же году.

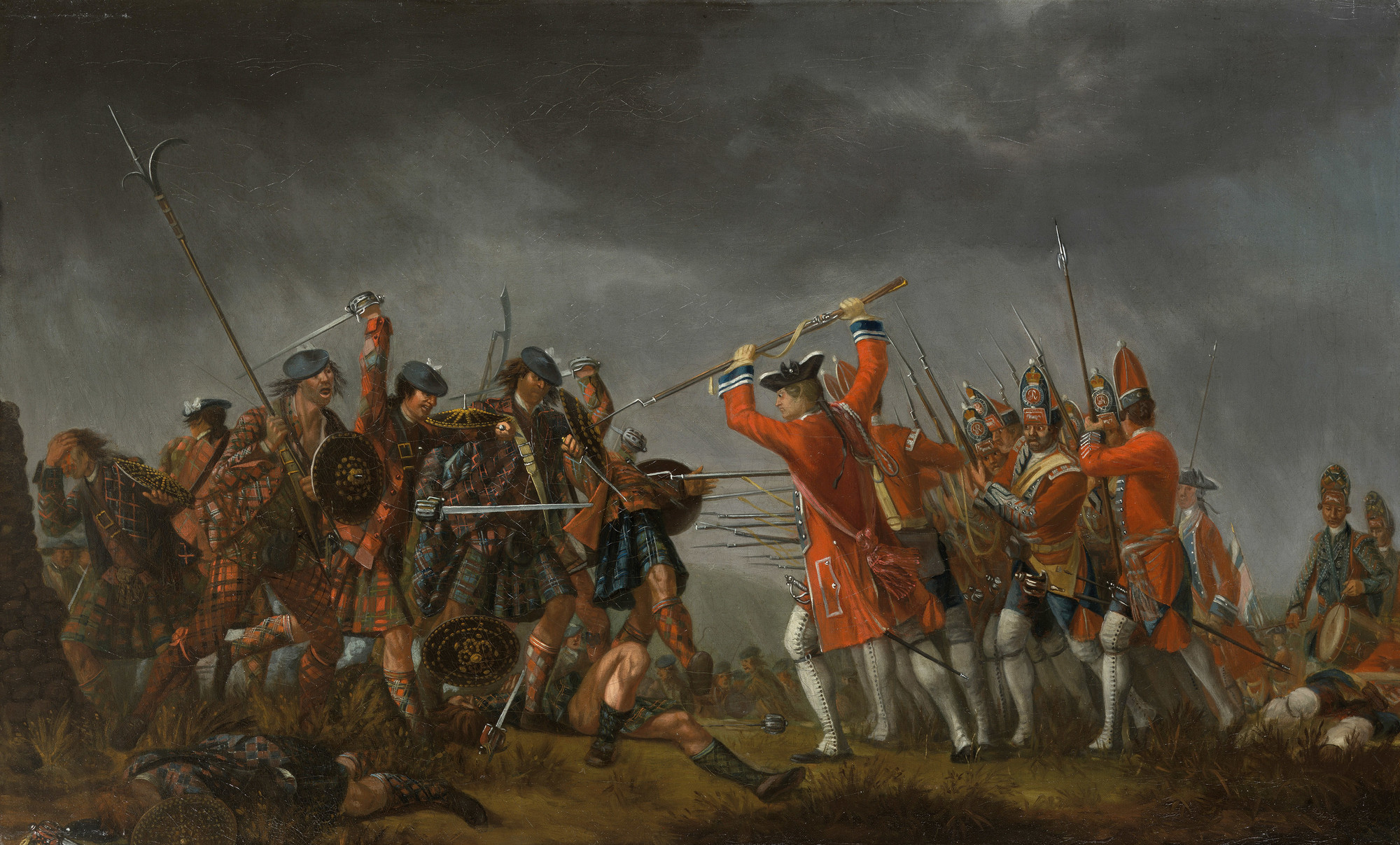
Битва при Каллодене, в которой Джон Кэмпбелл командовал полком

Джон Кэмпбелл снова вышел из Палаты общин, когда после формирования правительства Четэма он был назначен бароном Саунбриджем в Пэрстве Соединенного Королевства в ноябре 1766 года. Он был назначен главнокомандующим в Шотландии в 1767 году, сменил своего отца на посту 5-го герцога Аргайла в ноябре 1770 года и был произведен в генералы 24 марта 1778 года. Он стал полковником 3-го полка пехоты в мае 1782 года и, будучи назначен лордом-лейтенантом Аргайлшира 6 мая 1794 года , был произведен в фельдмаршалы 30 июля 1796 года.
Выйдя на пенсию, Джон Кэмпбелл жил в замке Инверэри и стал экспертом по улучшению сельского хозяйства, получив место в Совете по сельскому хозяйству. Герцог Аргайл скончался 24 мая 1806 года и был похоронен в приходской церкви Килмуна.
Фамильным замком Кэмпбеллов стал замок Инверари (англ. Inveraray Castle), для реконструкции которого Кэмпбелл пригласил именитого шотландского архитектора Роберта Милна.

## Брак и дети

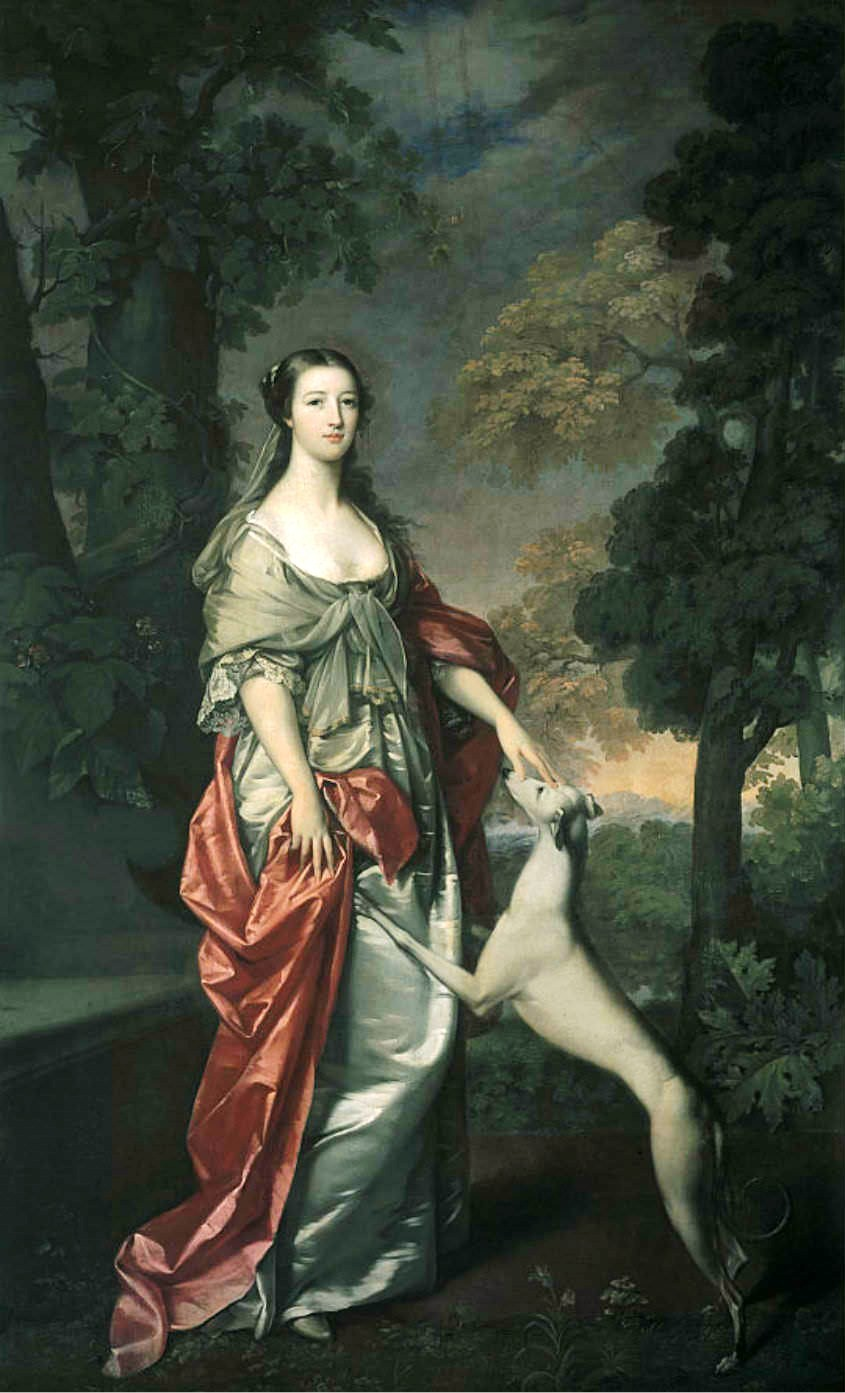
Портрет Элизабет Ганнинг работы Гэвина Гамильтона, сделан по заказу её первого мужа, Джеймса Гамильтона, 6-го герцога Гамильтона.

3 февраля 1759 года Джон Кэмпбелл женился на известной светской львице ирландского происхождения Элизабет Ганнинг, баронессе Гамильтон (декабрь 1733 — 20 декабря 1790), дочери полковника Джона Каннинга (1700—1767) и достопочтенной Бриджет Бурк (1716—1770). Элизабет была вдовой Джеймса Гамильтона, 6-го герцога Гамильтона, матерью Джеймса Гамильтона, 7-го герцога Гамильтона, и Дугласа Гамильтона, 8-го герцога Гамильтона.
В браке с Элизабет у Джона Кэмпбелла родилось пятеро детей:
- Леди Августа Кэмпбелл (31 марта 1760 — 22 июня 1831), муж с 1788 года бригадный генерал Генри Мордаунт Клаверинг (1759—1850)
- Джордж Джон Кэмпбелл, граф Кэмпбелл (17 февраля 1763 — 9 июля 1764)
- Джордж Уильям Кэмпбелл, 6-й герцог Аргайл (22 сентября 1768 — 22 октября 1839)[13]
- Леди Шарлотта Сьюзен Мария Кэмпбелл (28 января 1775 — 1 апреля 1861)[14], 1-й муж с 1796 года Джон Кэмпбелл, 4-й из Айлы и Вудхолла (? — 1809), 2-й муж с 1818 года преподобный Эдвард Джон Бери (1790—1832)
- Джон Дуглас Эдвард Генри Кэмпбелл, 7-й герцог Аргайл (21 декабря 1777 — 25 апреля 1847)[15].

## Титулатура
- 1-й барон Саундбридж из Кумбанка (с 23 декабря 1766)
- 5-й герцог Аргайл (с 9 ноября 1770)
- 7-й баронет Кэмпбелл из Ланди, Форфаршир (с 9 ноября 1770)
- 8-й лорд Кинтайр (с 9 ноября 1770)
- 5-й граф Кэмпбелл и Коуэл (с 9 ноября 1770)
- 5-й виконт Лохоу и Гленила (с 9 ноября 1770)
- 5-й маркиз Кинтайр и Лорн (с 9 ноября 1770)
- 14-й лорд Лорн (с 9 ноября 1770)
- 15-й лорд Кэмпбелл (с 9 ноября 1770)
- 5-й лорд Инверэри, Малл, Морверн и Тири (с 9 ноября 1770)
- 14-й граф Аргайл (с 9 ноября 1770)